# Musulj
Musulj
Мусул (Servisch cyrillisch Мусуљ) is een plaats in de Servische gemeente Bosilegrad. De plaats telt 125 inwoners (2002).